# The Telegraph (Kolkata)
The Telegraph is een Engelstalig dagblad, uitgegeven in de Indiase stad Kolkata. De krant werd in 1982 opgericht en is eigendom van de ABP Group. The Telegraph is de op drie na grootste Engelstalige krant in het land, na de Times of India, Hindustan Times en The Hindu. Het blad verschijnt in vijf edities, voor Kolkata, het zuiden van West-Bengalen, het noorden van deze staat, voor Guwahati en Jorhat en voor Jharkhand. Onder de titel The Telegraph in Schools (TTIS) komt het ook eens per week met een krant voor (en door) scholieren. Een van de medewerkers aan The Telegraph is de in India bekende schrijver/columnist Khushwant Singh.